# بخش براسوفسکی
بخش براسوفسکی (به لاتین: Brasovsky District) یک منطقهٔ مسکونی در روسیه است که در استان بریانسک واقع شده‌است.